# فيالينغوا
بلدية فيالينغوا (بالإسبانية: Villalengua) هي بلدية تقع في مقاطعة سرقسطة التابعة لمنطقة أراغون شمال شرق إسبانيا.

## الديموغرافيا
بلغ عدد سكان بلدية فيالينغوا 390 نسمة عام 2011 (وفقاً للمعهد الوطني الإسباني للإحصاء).
| 453 | 433 | 417 | 396 | 389 | 387 | 390 |